# فينيتوين
فنيتويين (بالإنجليزية: Phenytoin) هو دواء يستخدم كمضاد للصرع واحيانا لاضطرابات نظم القلب.ينتمي إلى من مجموعة الادوية من الهيدانتوينات(Hydantoins). الفنيتويين أو (ثنائي فينيل هيدانتوين) تم تصنيعه لأول مرة من قبل الكيميائي الألماني هاينريش بيلتز(Heinrich Biltz) في عام 1908، ويستخدم على نطاق واسع للعلاج طويل الامد لأمراض الصرع المختلفة، مثل:(الصرع الكبير (Grand Mal)،صرع الفص الصدغي (Temporal Lobe Epilepsy). ويقلل الفينيتويين من خطر حدوث الاختلاجات عن طريق الحد من افراغ الشحنات الكهربائية من داخل الدماغ.
فينيتوين، يباعَ تحت العلامة التجاريةِ دلانتين بين الآخرين.. يستخدم أيضا لمنع النوبات اللاحقة لجراحة الأعصاب. ويعتقد أن الفينتويين يحمي من النوبات عن طريق التسبب بإغلاق - يعتمد على فرق الجهد - لقنوات الصوديوم voltage gated sodium channel إضافة لذلك يعتبر الفينتويين دواء مضاد لاضطراب النظم القلبي antiarrhythmicمن فئة 1ب يمكن استخدامه لعلاج عدم انتظام ضربات القلب في حال فشل العلاجات التقليدية أو بعد التسمم بغليكوزيد القلبي. cardiac glycoside
. يُمْكِنُ أَنْ يُستَعملَ وريدي وبالفَمِّ [1] يَبْدأُ الشكلُ الوريدي بالعَمَل عموماً خلال 30 دقيقة وفعّالُ ل24 ساعةِ [2] مستويات دمِّ يُمْكِنُ أَنْ تقاسَ لتَقْرير الجرعةِ الصحيحةِ [1]
تَتضمّنُ الآثار الجانبية المشتركةُ غثياناً، ألم معدةِ، فقدان شهية، تنسيق سيّئ، زيادَة نمو الشَعرِ، وتضخم اللثة. تَتضمّنُ آثار جانبية جدّيةُ فعلاً الأرق، أذى نفسِ، مشاكل بالكبدِ، إخماد نُخاعِ عظم، انخفاض ضغط الدم، موت جلدي سامّ. هناك دليل بان الاستعمالِ أثناء الحملِ يُؤدّي إلى حالاتِ غير طبيعية بالطفل ِ. ويبدو انه امن خلال الرضاعة. الكحول قَدْ يَتدخّلُ في تأثيراتِ الدواءَ [1]
تم تصنيع الفينيتوين أولاً في 1908 ووَجدَ انه مفيداً في الصرع في 1936 هو على قائمةِ منظمة الصحة العالميةَ الأدويةِ الضروريةِ، دواء أكثر أهميةً إحتاجَ في نظام الصحةِ الأساسيِ فينيتوين متوفرُ ك دواء عام وعادة لَيسَ غاليَ جداً البيع بالجملة يُكلّفُ بين 0.003 0.15 USD لكلّ جرعةِ شهر مِنْ المعالجةِ حوالي 30 USD في الولايات المتّحدةِ [1]

## طرق الاستعمال
يعطى الفينيتوين كمضاد للصرع بمقدار حوالي 15الى 20 ملغ يوميا، ولكن يجب في حالة تناوله مراقبة مستواه في الدم. ويمكن إعطاء الدواء عن طريق الوريد أيضا.وعدد الجرعات للبالغين هي 150 - 600 ملغ في اليوم.وللاطفال من 5 إلى 8 ملغ من مرة إلى ثلاث مرات في اليوم.ويتم اخذه مع الطعام أو الماء.

## الاستخدام الطبي
المعلومات في هذا القسم متوافقة مع [4] Lexi-Comp

### (Seizures) النوبات
- Tonic-clonic seizures
يستعمل في الوقاية من هذه النوبات التي يصاحبها أعراض معقدة مثل (صرع الفص الصدغي) وقد يحتاج 5-10 أيام لتحقيق التاثير المضاد للتشنجات.
- صرع جزئي
يستخدم عادة للتحكم بهذا النوع من الصرع وما يرافقه من أعراض معقدة كصرع الفص الصدغي.(psychomotor and temporal lobe seizures)
وهو فعال أيضا في التحكم في النوبات الجزيئية والاعراض المستقلة الأخرى.
- Absence seizures
لا يستعمل في علاج pure absence seizures بسبب خطر زيادة تكرار هذه النوبات لكن يستعمل مع أدوية أخرى مضادة للتشنجات خلال ال combined absence and tonic-clonic seizures.
- جراحة الأعصاب: يستخدم كوقائي وعلاجي للنوبات خلال وبعد جراحة الأعصاب.
- Status epilepticus
يستعمل لهذا الغرض في حال فشل العلاج باستعمال ال benzodiazepine بسبب تأخر بدء مفعوله..

### استعمالات أخرى
- عدم انتظام ضربات القلب: قد يستعمل في علاج تسارع القلب البطيني وتسارع القلب الأذيني المفاجئ بعد فشل العلاجات الأخرى أو التدخل الجراحي. يصنف مضاد لاضطراب القلب الفئة ب1.
- التسمم بالديجوكسين:
يعد إعطاء هذا الدواء على شكل حقن وريدية لعلاج اضطراب نبضات القلب الناتجة عن التسمم بالغليكوزيد القلبي هو الخيار الأول.
- علاج trigeminal neuralgia يعد الخيار الثاني بعد Carbamazepine.
- التئآم الجروح: على الرغم من كونه أمرا جدليا، إلا أن الفينتويين استُعمل موضعيا لعلاج الجروح المزمنة chronic skin wounds.
نتائج التحليل اللاحقة دعمت استخدام الفينتويين أيضا للتحكم بأنواع القرحة المختلفة.

### اعتبارات أخرى
مراقبة تراكيز بلازما الدم - له منسب علاجي ضيق (narrow therapeutic index).
ميكروغرام / مل 10-20 تأثير مضاد لاضطراب ضربات القلب؛ ميكروغرام / مل 10-20 تأثير مضاد للتشنجات
- تجنب إعطاء الحقن العضلية الا للضرورة لانه قد يسبب موت خلايا الجلد وتدمير النسيج موضعيا.
- كبار السن: قد تظهر عليهم علامات السمية مبكرا.
-السمنة: استعمل حسابات الوزن المثالي لحساب الجرعة اللازمة.
-الحمل: يصنف من الفئة د للحوامل بسبب خطر حدوث متلازمة هيدانتوين الجنينية والنزيف الجنيني.
مع ذلك، التحكم بالنوبات خلال فترة الحمل مهم جدا، لذلك قد يستمر إعطاء الدواء إذا كانت الفوائد المترتبة على ذلك تفوق الأضرار.
وبسبب انخفاض تراكيز الدواء في الدم خلال الحمل فإنه يتم زيادة جرعة الفينتويين إذا كان هذا الخيار الوحيد للتحكم بالنوبة.
- الرضاعة: لا ينصح بالجرعات التجارية في حالة الرضاعة. حتى الجرعات الصغيرة تفرز في حليب الأم.
- أمراض الكبد: لا تستعمل جرعات التحميل (جرعات البدء) ويُراعى استعمال جرعات منخفضة من الجرعة المحافظة على التركيز
- أمراض الكلية: لا تستعمل جرعات التحميل الفموية. يمكن البدء بجرعات معيارية من الجرعة المحافظة على التركيز، تضبط عند الحاجة.
- الحقن الوريدية: يمنع استعمالها للمرضى الذين يعانون من بطء القلب الجيبي، الاحصار الجيبي الأذيني، الدرجة،Adams-Stockes syndromeالثانية أو الثالثة من الاحصار الأذيني البطيني، أو لديهم حساسية للفينتويين أو لأي مكون آخر في التركيبة الدوائية.

## الآثار الجانبية

### القلب والأوعية الدموية
انخفاض حاد في ضغط الدم واضطراب في نبضات القلب يلاحظ عند اعطاء تدفق سريع للفينتويين في الوريد.
يجب ألا يتجاوز معدل التدفق الوريدي 50 ملغ/الدقيقة للبالغين، أو 1_3ملغ/كغ/دقيقة – أقل سرعة- للأطفال.مراقبة القلب يجب أن تتم خلال أو بعد التدفق الوريدي. بسبب هذه المخاطر يفضل إعطاء الفينتويين فمويا.

### (Neurological) عصبيا
عند الجرعات العلاجية قد يسبب الفينتويين الرأرأة (تذبذب المقلتين اللاإرادي)عند النظر جانبا، على الجرعات السامة يسبب الرأرأة العمودية، الرؤية المزدوجة، التسكين (التهدئة)، ثقل اللسان، رنح مخيخي، ورعاش.
وقف العلاج بشكل مفاجئ يؤدي إلى زيادة تكرار حدوث النوبات من ضمنها ال [status epilepticus [14.
قد يتراكم الفينتويين في قشرة المخ على المدى البعيد مما يسبب ضمور في المخيخ. درجة الضمور مرتبطة بفترة العلاج وليس لها علاقة بجرعة الدواء.
.[18]Status epilepticusالانقطاع المفاجئ للفينتويين قد يساهم في حدوث

### الدم
اُقترح أن الفينتويين يسبب نقص مستويات حمض الفوليك في الدم مما يعرض المريض لفقر الدم (تضخم الأرومات، يتواجد الفولات في الغذاء على شكل عديد الجلوتامات والذي يتحول لاحقا إلى (megaloblastic anemia)
يعمل الفينتويين على تثبيط هذا الإنزيم مما.(intestinal conjugase)أحادي الجلوتامات عن طرق إنزيم معوي
يؤدي إلى نقص الفولات.
أعراض جانبية أخرى تتضمن:
انخفاض تعداد خلايا الدم، (aplastic anemia)فقر الدم اللاتنسجي،(agranulocytosis)ندرة المحببات
البيضاء،(بحاجة لمصدر) والصفائح الدموية.

### الحمل
يعرف الفينتويين على أنه ماسخ، المتلازمة تتكون من شذوذ جمجمي وجهي (جسور أنفية عريضة (teratogen)
الحنك والشفة المشقوقة، حجم الرأس أصغر من الطبيعي) ودرجة معتدلة من التخلف العقلي (مستوى الذكاء=71).
هذه المتلازمة تشبه متلازمة الجنين الكحولية
وتسمى أيضا «متلازمة الجنين الهيدانتونية». البعض يوصي بتجنب العلاج المتعدد والحفاظ على أقل جرعة ممكنة خلال الحمل، لكن المعلومات الحالية لا توفر إجابات واضحة. المعلومات التي يتم جمعها حاليا من سجل الصرع والأدوية المضادة للصرع قد تجيب يوما ما عن هذه الأسئلة.

### السرطان
لا يوجد دليل واضح على أن الفينتويين مسرطن.

### الفم
الفينتويين مرتبط بتضخم اللثة، من المحتمل أن يكون ذلك بسبب نفص الفولات المذكور أعلاه. في الواقع افترضت بعض المحاولات العشوائية أن مكملات حمض الفوليك قد تمنع تضخم اللثة عند الأطفال الذين يخضعون للعلاج بالفينتويين.
التراكيز اللازمة لإحداث أضرار اللثة غير محددة تماما. تأثيرات تتضمن التالي: نزيف خلال الجس، زيادة إفرازات اللثة، التهاب اللثة الحاد على مستوى بروش الأسنان، مرتبط في بعض الحالات بفقدان العظم دون انفصال الأسنان.

### الجلد
متلازمة ستيفن –جونسون، فرط الاشعار (نمو الشعر المفرط) purple glove syndrome, Hypertrichosis، حكة، طفح جلدي، خشونة ملامح الوجه.exfoliative dermatitis
يرتبط الفينتوين بتفاعلات الجلد المهددة للحياة مثل متلازمة ستيفن-جونسون وموت السام للجلد هذه الحالات أكثر شيوعا عند من يعانون من HLA-B allele, HLA-B*15 التي تحدث حصرا عبر مناطق آسيا ومن ضمنها جنوب الهند الآسيوي.
يتم أيض الفينتويين بشكل أساسي بواسطة انزيم CYP2C9. التباين ضمن جين هذا الإنزيم يؤدي إلى انخفاض النشاط الإنزيمي المرتبط بزيادة تراكيز الفينتويين وحالات التسمم به.[25]
منظمة الغذاء والدواء للولايات المتحدة علقت على لاصق الفيينتويين أنه ولوجود دليل قوي على ارتباط وجودHLA-B*1502 وخطر تطور متلازمةSJS أوTEN لدى المرضى الذين يتناولون الcarbamazepine B*1502 يجب تجنب الفينتويين كبديل لل carbamazepine لدى المرضى الحاملين لهذا ال allele.

### الجهاز المناعي
الفينتويين عُرف على أنه مسبب للجذام.
[25]الفينتويين أيضا مرتبط بتحفيز نقص الجسم المضاد (IgA deficiency).

### الجانب النفسي
قد يساهم الفينتويين في زياد خطر توارد أفكار الانتحار. يجب مراقبة الأشخاص الخاضعين للعلاج بالفينتويين
وملاحظة أي تغيرات في المزاج أو تطور حالة الاكتئاب أو أية أفكار أو سلوكيات انتحارية. [13]

### العظام
الاستخدام المزمن للفينتوين مرتبط بنقصان كثافة العظم وزيادة الكسور. يحفز الفينتويين انزيمات الأيض في الكبد والتي تقوم بأيض فيتامين د، مما يؤدي إلى انخفاض تراكيزه. انخفاض مستوى فيتامين د إضافة إلى مستويات الكالسيوم والفوسفات يؤدي إلى نقص كثافة المعادن في العظم.[13]

## التفاعلات
المسؤول عن تحطيم الكبد P450 وهي من عائلات الإنزيم CYP3A4 و2CYP2C19الفينتويين محفز لكل من لعدة أدوية.
1981 دراسة لمعاهد الصحة الوطنية أظهرت أن تناول مضادات الجموضة بالتزامن مع الفينتويين يغير من مدى ومعدل الامتصاص للدواء.
لجرعة فينتويين واحدة. لذلك يُحذَر المريض من AUCمضادات الحموضة المأخوذة ضمن علاج القرحة تقلل من
تناول الفينتويين بالتزامن مع مضادات الحموضة.
تزيد من تراكيز الدواء في مصل الدم وتزيد من عمره النصفي لأنها تعمل trimethoprim وال Warfarin على تثبيط أيضه. الخيارات الأخرى لاتزال متاحة.

## آلية العمل

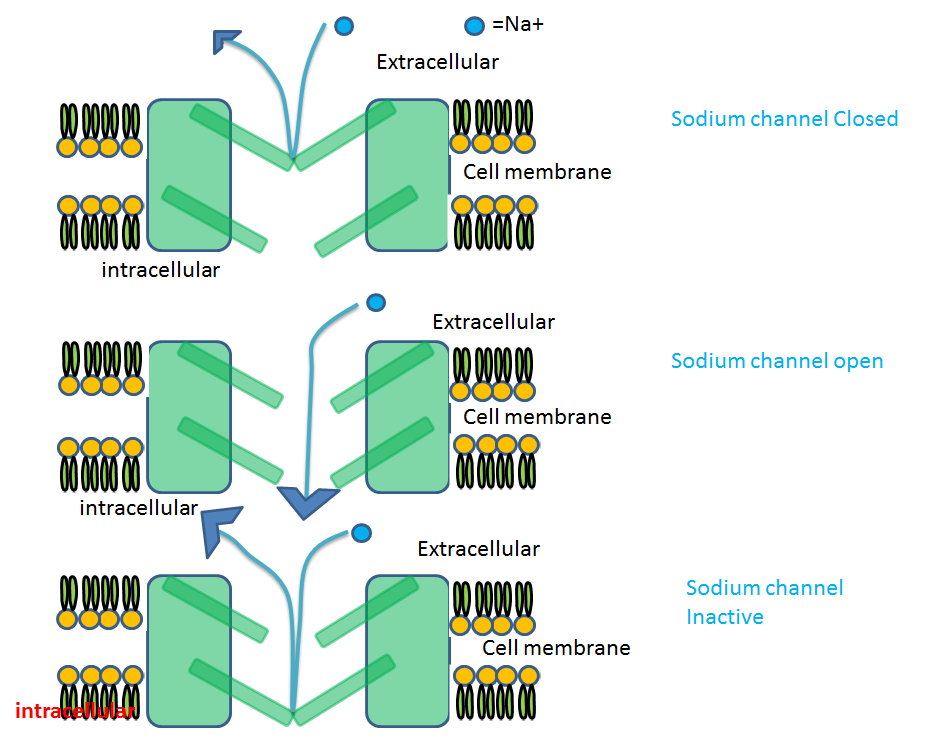
آلية عمل الفينتويين.قنوات الصوديوم هي: 1.مفتوحة 2.مغفلقة 3.غير نشطة

يقوم الفينتويين بتأثيره المضاد للتشنجات عن طريق وقف التشكل المستدام عالي الوتيرة والمتكرر لجهد الفعل وهذا يتم بتقليل جهد الفعل المعتمد على الصوديوم عبر تعزيز حالة عدم النشاط المستقرة.
تتواجد قنوات الصوديم على ثلاثة أشكال: حالة الراحة، حالة الفتح، حالة عدم النشاط.
يرتبط الفينتويين بشكل خاص للشكل غير النشط من قنوات الصوديوم. لأن الدواء يستغرق فترة لفك الارتباط مع القنوات فإن إغلاق القنوات يكون معتمد على الوقت.لأن كمية القنوات غير النشطة تزداد بحدوث انعكاس الاستقطاب لغشاء الخلية وكذلك بتكرار حدوثه، فإن الارتباط بالقنوات غير النشطة بالفينتويين صوديوم ينتج اغلاق لجهد فعل الصوديوم معتمد على الوقت والجهد والاستعمال.
الموقع الأساسي لعمل الدواء هو القشرة الحركية، هناك حيث يتم تثبيط انتشار نشاط النوبة يقوم الفينتويين بدعم تردد العتبة ضد زيادة التحفيز الناتجة عن التنشيط المفرط أو التغيرات البيئية، عن طريق تعزيز ضخ الصوديوم خارج النيورونات وذلك قادر على تقليل فرق تركيز الصوديوم عبر الغشاء. هذا يتضمن تقليل post-tetanic potentiation عند التشابكات العصبية وهذا يمنع بؤرة النوبة في القشرة من الانفجار المناطق المجاورة. الفينتويين يقلل ذروة النشاط لمراكز جذع الدماغ المسؤولة عن مرحلة Tonic phase في الصرع العام من النوع (tonic-clonic seizures) [14]

## حرائكية الدواء
حرائكية التخلص من الفينتويين تُظهر سلوك متعدد الرُتب عند الجرعات العلاجية. زيادة قليلة في الجرعة قد تؤدي إلى زيادة كبيرة في تراكيز الدواء، حيث تصبح آلية التخلص من الدواء مشبعة. الوقت اللازم لوصول حالة الثبات عادة يزيد عن أسبوعين.[25]

## الآثار الجانبية
الآثار الجانبية للفينيتوئين تظهر على شكل انتفاخ في اللثة يكون أكثر وضوحا عند الأطفال، وفي حالات الحمل تم توثيق حلات من ظهور عيوب في المواليد، ولكن من الصعب الجزم، بشكل مطلق، ما إذا كانت هذه التشوهات ناجمة عن تعاطي هذا الدواء أو عن مرض آخر.

## تاريخيا
الفينتويين أو ثنائي فينيل الهيدانتوين صنع لأول مرة من قبل الكيميائي الألماني هاينريش بيلتز في عام 1908.
بيلتز باع اكتشافه لبارك-دافيز الذي لم يجد استعمالا مباشرة له. في عام 1938 علماء آخرون مثل ميرت وبوتنام اكتشفوا فائدة الفينتويين في علاج النوبات الخالي من التأثير المهدئ المرتبط بالفينوباربيتال.
وبالرجوع الاساسيات الدوائية للعلاج لجودمان وجيلمان:
بالمقارنة مع الفينوباربيتال والبروميد، الفينتويين كان المركب الخالي من التأثير المهدئ والقادر على كبح التشنجات الكهربائية في حيوانات المختبر.
صُرح باستعماله من قبل منظمة الغذاء والدواء الأمريكية في عام 1953 لعلاج النوبات.
أصبح من الداعمين للفينتويين وذلك في قدرته على التحكم Dreyfus Fund- مكتشف Jack Dreyfus
في عام 1966.dilantinبالتوتر والاكتئاب عندما استلم وصفة لل
يُعتقد أنه زود كميات كبيرة من الدواء لريتشارد نيكسون خلال أواخر الستينات وأوائل السبعينات.
مع الفينتويين دونت في كتابه: Dreyfus'تجربة
" Remarkable Medicine Has Been Overlooked"
رغم أكثر من 70 مليون دولار من التمويل الشخصي، دفْعُه بالفينتويين نحو زيادة قيمته كبديل جيد في المجتمع الطبي تأخر قليلا، وذلك بسبب ممناعة دافيس للاستثمار في الدواء خلال أواخر فترة براءة اختراعه، ونوعا ما بسبب نتائج الدراسات المختلفة حول الدواء.
لترتفعPotetial Signals of Serious Risks في عام 2008, وضع الدواء في لائحة منظمة الغذاء والدواء
قيمته نحو الاعتماد.القائمة تتضمن الأدوية التي عرفتها منظمة الغذاء والدواء على أن لها امكانيات آمنة، لكنها لم تربط العلاقة السببية بين الدواء والمخاطر المذكورة.
حُدثت لتتضمن معلومات إضافية عن dilantinلعنونة هذا القلق، التحذيرات والاحتياطات على لاصق حقن الpurple glove syndrome
في نوفمبر 2011.

## وصلات إضافية
- Medicines for Epilepsy: Dilantin Epilepsy Foundation.
- Remarkable Medicine, a website about the Dreyfus Foundation's work to expand the indications for phenytoin
- Phenytoin Pharmacokinetics[وصلة مكسورة] (not a public link)